# Sekundærrute 219
Sekundærrute 219 er en rutenummereret landevej på Sjælland.
Ruten strækker sig fra Sorø til Ugerløse (Kalundborg Kommune).
Rute 219 har en længde på ca. 37 km.